# Selena Forrest
Selena Forrest (29 de abril de 1999) es una modelo estadounidense. En 2017, Models.com la posicionó como una de las Top 50 modelos de la industria de la moda.

## Vida y carrera
Forrest nació en Lafayette,Louisiana, y se transladó a California después del Huracán Katrina. Cambió de colegios repetidamente debido a los continuos cambios de ciudad, primero vivió en San Pedro,Los Ángeles, luego a Long Beach, California, y finalmente a Riverside.
Forrest fue descubierta en Huntington Beach en 2015. Forrest se quitó el aparato dental manualmente para poder comenzar su carrera y primeros trabajos sin él.
Unos meses después firmó con Next Models, debutando como exclusiva de Proenza Schouler en 2016. Ha aparecido en campañas de Yves Saint Laurent, Proenza Schouler, Calvin Klein,
 Prada, Dior, Valentino, Fenty Beauty, Topshop, DKNY, H&M y Adidas.
Ha desfilado para Alexander McQueen, Céline, Chanel, Emilio Pucci (cerrando este) Fendi, Kenzo, Oscar de la Renta, Roberto Cavalli, Tom Ford, Vera Wang, y Versace entre otros.
Fue la modelo de portada de la edición de i-D, "Futurewise" como también dos veces en The New York Times.

## Vida personal
Forrest es lesbiana.